# Fafadi
 (décembre 2008).
Si vous disposez d'ouvrages ou d'articles de référence ou si vous connaissez des sites web de qualité traitant du thème abordé ici, merci de compléter l'article en donnant les références utiles à sa vérifiabilité et en les liant à la section « Notes et références ».
Fafadi, né le 14 juin 1975 à Ziguinchor en Casamance dans le sud du Sénégal, est un musicien, auteur-compositeur-interprète sénégalais.

## Biographie
Fafadi est un artiste, chanteur reggae, ragga, dance hall de nationalité sénégalaise. De son vrai nom Lamine Samb, il est né en 1975 à Ziguinchor dans la partie verte du Sénégal (La Casamance). A 9 ans, il a commencé à chanter  avec sa famille qui est dépositaire du savoir en Afrique par le biais  des grands frères du toure kunda et surtout par l’influence de la musique forte populaire du début des années 1980 (Toure counda, Bembeya Jazz de Guinée, 
Ucas band de sedhiou).
En 1997 il forma le groupe Wulabaa Sound avec Amajang et Kambano. Après beaucoup de temps passé ensemble, jusqu’en 2008, les artistes ont décidé de suivre carrière solo. Etant habitant d'une zone instable, Fafadi fait un son appelé ‘BOOM BADA BOOM’ pour la conscientisation du peuple. 
Et grâce à ce son et sa vision des faits, Fafadi est contacté par le Positive Black Soul (groupe de rap sénégalais) pour la compile : Senerap Act II (1998). 
Fafadi toujours passionné de musique continue son chemin à la recherche de quelque chose propre à lui. Il commença à apprendre à jouer de quelques instruments de musique tels que piano et guitare c’est ainsi qu’il devient auteur compositeur interprète.
Après un travail de longue haleine, passé aux Etats Unis (Canada), France, Espagne, Suède, Fafadi conquit son style (Reggae, Rnb, Afrobeat, Raggae, World Musique …)
Et le 18 novembre en 2004, le premier album de Fafadi « Vitamine. A » est sorti. Suivent l’album « Kabako » en 2007, l’album « Dji Yito » en 2009, et le quatrième album voit le jour et est intitulé « Expérience » en 2016.
En 2014, Fafadi a gagné le trophée du meilleur artiste reggae au Canada à Montréal par fouzoradio.com

## Discographie
- 1998 : Senerap Act II, compilation
- 2004 : Vitamine A
- 2007 : Kabaco
- 2009 : DJI YITO
- 2016 : Expérience